# Галавані
Галавані (груз. გალავანი) — село в Грузії.
За даними перепису населення 2014 року в селі проживає 503 особи.